# Svetlana Kuznetsova

Svetlana Kuznetsova a Indian Wells (2008)

Svetlana Aleksàndrovna Kuznetsova (en rus Светлана Александровна Кузнецова, Leningrad, 27 de juny de 1985) és una jugadora de tennis professional russa.
Guanyadora de dos torneigs del Grand Slam (US Open 2004 i Roland Garros 2009), així com finalista en aquests mateixos torneigs als anys 2006 i 2007. També va guanyar dos títols de Grand Slam en dobles femenins de set finals disputades. A més, posseeix 18 títols del circuit WTA en total i 16 més en dobles. Va arribar al segon lloc del rànquing individual (2007) i al tercer en dobles (2004). Com a integrant de l'equip rus, ha conquerit en tres ocasions la Copa Federació, en què ha participant en totes elles en la final (2004, 2007, 2008).

## Biografia
Filla dels ciclistes soviètics Aleksandr Kuznetsov i Galina Tsariova. El seu pare també fou entrenador de cinc ciclistes campions olímpics i del món, la seva mare fou sis vegades campiona del món i posseïdora de 20 rècords del món. El seu germà Nikolai Kuznetsov aconseguí una medalla d'argent en els Jocs Olímpics d'Atlanta 1996. Malgrat tenir una família centrada en el ciclisme, ella mai es va interessar per aquest esport i ho va fer pel tennis quan tenia set anys. Als tretze anys es va traslladar a Espanya per entrar a l'acadèmia de tennis Sanchez-Casal Academy.

## Torneigs de Grand Slam

### Individual: 4 (2−2)
| Resultat   | Núm. | Any  | Torneig       | Oponent           | Marcador |
| ---------- | ---- | ---- | ------------- | ----------------- | -------- |
| Guanyadora | 1.   | 2004 | US Open       | Ielena Deméntieva | 6−3, 7−5 |
| Finalista  | 1.   | 2006 | Roland Garros | Justine Henin     | 6−4, 6−4 |
| Finalista  | 2.   | 2007 | US Open       | Justine Henin     | 6−1, 6−3 |
| Guanyadora | 2.   | 2009 | Roland Garros | Dinara Safina     | 6−4, 6−2 |

### Dobles: 7 (2−5)
| Resultat   | Núm. | Any  | Torneig              | Parella             | Oponents                            | Marcador      |
| ---------- | ---- | ---- | -------------------- | ------------------- | ----------------------------------- | ------------- |
| Finalista  | 1.   | 2003 | US Open              | Martina Navrátilová | Virginia Ruano Pascual Paola Suárez | 6−2, 6−3      |
| Finalista  | 2.   | 2004 | Open d'Austràlia     | Elena Likhovtseva   | Virginia Ruano Pascual Paola Suárez | 6−4, 6−2      |
| Finalista  | 3.   | 2004 | Roland Garros        | Elena Likhovtseva   | Virginia Ruano Pascual Paola Suárez | 6−0, 6−3      |
| Finalista  | 4.   | 2004 | US Open (2)          | Elena Likhovtseva   | Virginia Ruano Pascual Paola Suárez | 6−4, 7−5      |
| Guanyadora | 1.   | 2005 | Open d'Austràlia     | Alicia Molik        | Lindsay Davenport Corina Morariu    | 6−3, 6−4      |
| Finalista  | 5.   | 2005 | Wimbledon            | Amélie Mauresmo     | Cara Black Liezel Huber             | 6−2, 6−1      |
| Guanyadora | 2.   | 2012 | Open d'Austràlia (2) | Vera Zvonariova     | Sara Errani Roberta Vinci           | 5−7, 6−4, 6−3 |

## Palmarès

### Individual: 42 (18−24)
| Abans de 2009                | Després de 2009         |
| ---------------------------- | ----------------------- |
| Grand Slam (2−2)             |                         |
| WTA Tour Championships (0−0) |                         |
| Tier I (1−5)                 | Premier Mandatory (1−3) |
| Tier II (3−10)               | Premier 5 (0−3)         |
| Tier III (3−0)               | Premier (5−0)           |
| Tier IV i V (1−0)            | International (2−1)     |

| Títols per superfície |
| --------------------- |
| Dura (14−15)          |
| Gespa (1−0)           |
| Terra batuda (3−9)    |

| Resultat   | Núm. | Data                   | Torneig                     | Superfície       | Oponent              | Marcador           |
| ---------- | ---- | ---------------------- | --------------------------- | ---------------- | -------------------- | ------------------ |
| Guanyadora | 1.   | 5 d'agost de 2002      | Espoo, Finlàndia            | Terra batuda     | Denisa Chládková     | 0−6, 6−3, 7−6(2)   |
| Guanyadora | 2.   | 23 de setembre de 2002 | Bali, Indonèsia             | Dura             | Conchita Martínez    | 3−6, 7−6(4), 7−5   |
| Finalista  | 1.   | 28 de febrer de 2004   | Dubai, Emirats Àrabs Units  | Dura             | Justine Henin        | 6−7(3), 3−6        |
| Finalista  | 2.   | 7 de març de 2004      | Doha, Qatar                 | Dura             | Anastassia Mískina   | 6−4, 4−6, 4−6      |
| Finalista  | 3.   | 2 de maig de 2004      | Varsòvia, Polònia           | Terra batuda     | Venus Williams       | 1−6, 4−6           |
| Guanyadora | 3.   | 19 de juny de 2004     | Eastbourne, Regne Unit      | Gespa            | Daniela Hantuchová   | 2−6, 7−6(4), 6−4   |
| Guanyadora | 4.   | 12 de setembre de 2004 | US Open, Estats Units       | Dura             | Ielena Deméntieva    | 6−3, 7−5           |
| Guanyadora | 5.   | 19 de setembre de 2004 | Bali (2)                    | Dura             | Marlene Weingärtner  | 6−1, 6−4           |
| Finalista  | 4.   | 26 de setembre de 2004 | Pequín, Xina                | Dura             | Serena Williams      | 6−4, 5−7, 4−6      |
| Finalista  | 5.   | 1 de maig de 2005      | Varsòvia (2)                | Terra batuda     | Justine Henin        | 6−3, 2−6, 5−7      |
| Guanyadora | 6.   | 2 d'abril de 2006      | Miami, Estats Units         | Dura             | Maria Xaràpova       | 6−4, 6−3           |
| Finalista  | 6.   | 7 de maig de 2006      | Varsòvia (3)                | Terra batuda     | Kim Clijsters        | 5−7, 2−6           |
| Finalista  | 7.   | 11 de juny de 2006     | Roland Garros, França       | Terra batuda     | Justine Henin        | 4−6, 4−6           |
| Guanyadora | 7.   | 17 de setembre de 2006 | Bali (3)                    | Dura             | Marion Bartoli       | 7−5, 6−2           |
| Guanyadora | 8.   | 24 de setembre de 2006 | Pequín                      | Dura             | Amélie Mauresmo      | 6−4, 6−0           |
| Finalista  | 8.   | 4 de març de 2007      | Doha (2)                    | Dura             | Justine Henin        | 4−6, 2−6           |
| Finalista  | 9.   | 18 de març de 2007     | Indian Wells, Estats Units  | Dura             | Daniela Hantuchová   | 3−6, 4−6           |
| Finalista  | 10.  | 13 de maig de 2007     | Berlín, Alemanya            | Terra batuda     | Ana Ivanović         | 6−3, 4−6, 6−7(3)   |
| Finalista  | 11.  | 20 de maig de 2007     | Roma, Itàlia                | Terra batuda     | Jelena Janković      | 5−7, 1−6           |
| Guanyadora | 9.   | 25 d'agost de 2007     | New Haven, Estats Units     | Dura             | Ágnes Szávay         | 4−6, 3−0, retirada |
| Finalista  | 12.  | 9 de setembre de 2007  | US Open                     | Dura             | Justine Henin        | 1−6, 3−6           |
| Finalista  | 13.  | 12 de gener de 2008    | Sydney, Austràlia           | Dura             | Justine Henin        | 6−4, 2−6, 4−6      |
| Finalista  | 14.  | 8 de març de 2008      | Dubai (2)                   | Dura             | Ielena Deméntieva    | 6−4, 3−6, 2−6      |
| Finalista  | 15.  | 23 de març de 2008     | Indian Wells (2)            | Dura             | Ana Ivanović         | 4−6, 3−6           |
| Finalista  | 16.  | 21 d'octubre de 2008   | Tòquio, Japó                | Dura             | Dinara Safina        | 1−6, 3−6           |
| Finalista  | 17.  | 28 de setembre de 2008 | Pequín (2)                  | Dura             | Jelena Janković      | 3−6, 2−6           |
| Guanyadora | 10.  | 3 de maig de 2009      | Stuttgart, Alemanya         | Terra batuda (i) | Dinara Safina        | 6−4, 6−3           |
| Finalista  | 18.  | 9 de maig de 2009      | Roma (2)                    | Terra batuda     | Dinara Safina        | 3−6, 2−6           |
| Guanyadora | 11.  | 7 de juny de 2009      | Roland Garros               | Terra batuda     | Dinara Safina        | 6−4, 6−2           |
| Guanyadora | 12.  | 11 d'octubre de 2009   | Pequín (2)                  | Dura             | Agnieszka Radwańska  | 6−2, 6−4           |
| Guanyadora | 13.  | 8 d'agost de 2010      | San Diego, Estats Units     | Dura             | Agnieszka Radwańska  | 6−4, 6−7(7), 6−3   |
| Finalista  | 19.  | 20 de febrer de 2011   | Dubai (3)                   | Dura             | Caroline Wozniacki   | 1−6, 3−6           |
| Finalista  | 20.  | 4 de maig de 2014      | Oeiras, Portugal            | Terra batuda     | Carla Suárez Navarro | 4−6, 6−3, 4−6      |
| Guanyadora | 14.  | 3 d'agost de 2014      | Washington DC, Estats Units | Dura             | Kurumi Nara          | 6−3, 4−6, 6−4      |
| Finalista  | 21.  | 10 de maig de 2015     | Madrid, Espanya             | Terra batuda     | Petra Kvitová        | 1−6, 2−6           |
| Guanyadora | 15.  | 25 d'octubre de 2015   | Moscou, Rússia              | Dura (i)         | A. Pavliutxénkova    | 6−2, 6−1           |
| Guanyadora | 16.  | 16 de gener de 2016    | Sydney                      | Dura             | Mónica Puig          | 6−0, 6−2           |
| Finalista  | 22.  | 3 d'abril de 2016      | Miami                       | Dura             | Viktória Azàrenka    | 3−6, 2−6           |
| Guanyadora | 17.  | 23 d'octubre de 2016   | Moscou (2)                  | Dura (i)         | Daria Gavrilova      | 6−2, 6−1           |
| Finalista  | 23.  | 19 de març de 2017     | Indian Wells (3)            | Dura             | Ielena Vesninà       | 7−6(6), 5−7, 4−6   |
| Guanyadora | 18.  | 5 d'agost de 2018      | Washington DC (2)           | Dura             | Donna Vekić          | 4−6, 7−6(7), 6−2   |
| Finalista  | 24.  | 18 de maig de 2019     | Cincinnati, Estats Units    | Dura             | Madison Keys         | 5−7, 6−7(5)        |

### Dobles femenins: 31 (16−15)
| Abans de 2009                | Després de 2009         |
| ---------------------------- | ----------------------- |
| Grand Slam (2−5)             |                         |
| WTA Tour Championships (0−0) |                         |
| Tier I (3−2)                 | Premier Mandatory (1−0) |
| Tier II (5−5)                | Premier 5 (0−0)         |
| Tier III (3−3)               | Premier (1−0)           |
| Tier IV i V (1−0)            | International (0−0)     |

| Títols per superfície |
| --------------------- |
| Dura (11−12)          |
| Gespa (1−2)           |
| Terra batuda (3−1)    |
| Moqueta (1−0)         |

| Resultat   | Núm. | Data                   | Torneig                     | Superfície   | Parella                 | Oponents                               | Marcador         |
| ---------- | ---- | ---------------------- | --------------------------- | ------------ | ----------------------- | -------------------------------------- | ---------------- |
| Guanyadora | 1.   | 22 de juliol de 2002   | Varsòvia, Polònia           | Terra batuda | Arantxa Sánchez Vicario | Ekaterina Sysoeva Evgenia Kulikovskaya | 6−2, 6−2         |
| Guanyadora | 2.   | 5 d'agost de 2002      | Espoo, Finlàndia            | Terra batuda | Arantxa Sánchez Vicario | Eva Bes M.J. Martínez Sánchez          | 6−3, 6−7(5), 6−3 |
| Guanyadora | 3.   | 16 de setembre de 2002 | Tòquio, Japó                | Dura         | Arantxa Sánchez Vicario | Petra Mandula Patricia Wartusch        | 6−2, 6−4         |
| Finalista  | 1.   | 23 de setembre de 2002 | Bali, Indonèsia             | Dura         | Arantxa Sánchez Vicario | Cara Black Virginia Ruano Pascual      | 2−6, 3−6         |
| Finalista  | 2.   | 6 d'octubre de 2002    | Tòquio, Japó                | Dura         | Arantxa Sánchez Vicario | Shinobu Asagoe Nana Miyagi             | 4−6, 6−4, 4−6    |
| Guanyadora | 4.   | 30 de desembre de 2002 | Gold Coast, Austràlia       | Dura         | Martina Navrátilová     | Nathalie Dechy Émilie Loit             | 6−4, 6−4         |
| Guanyadora | 5.   | 17 de febrer de 2003   | Dubai, Emirats Àrabs Units  | Dura         | Martina Navrátilová     | Cara Black Elena Likhovtseva           | 6−3, 7−6(7)      |
| Guanyadora | 6.   | 12 de maig de 2003     | Roma, Itàlia                | Terra batuda | Martina Navrátilová     | Jelena Dokić Nàdia Petrova             | 6−4, 5−7, 6−2    |
| Guanyadora | 7.   | 11 d'agost de 2003     | Toronto, Canadà             | Dura         | Martina Navrátilová     | María Vento-Kabchi Angelique Widjaja   | 3−6, 6−1, 6−1    |
| Finalista  | 3.   | 7 de setembre de 2003  | US Open, Estats Units       | Dura         | Martina Navrátilová     | Virginia Ruano Pascual Paola Suárez    | 2−6, 3−6         |
| Guanyadora | 8.   | 22 de setembre de 2003 | Leipzig, Alemanya           | Moqueta      | Martina Navrátilová     | Elena Likhovtseva Nàdia Petrova        | 3−6, 6−1, 6−3    |
| Guanyadora | 9.   | 5 de gener de 2004     | Gold Coast (2)              | Dura         | Elena Likhovtseva       | Liezel Huber Magdalena Maleeva         | 6−3, 6−4         |
| Finalista  | 4.   | 1 de febrer de 2004    | Open d'Austràlia, Austràlia | Dura         | Elena Likhovtseva       | Virginia Ruano Pascual Paola Suárez    | 4−6, 3−6         |
| Finalista  | 5.   | 23 de febrer de 2004   | Dubai                       | Dura         | Elena Likhovtseva       | Janette Husárová Conchita Martínez     | 0−6, 6−1, 3−6    |
| Guanyadora | 10.  | 1 de març de 2004      | Doha, Qatar                 | Dura         | Elena Likhovtseva       | Janette Husárová Conchita Martínez     | 7−6(4), 6−2      |
| Finalista  | 6.   | 8 de març de 2004      | Indian Wells, Estats Units  | Dura         | Elena Likhovtseva       | Virginia Ruano Pascual Paola Suárez    | 1−6, 2−6         |
| Finalista  | 7.   | 24 de març de 2004     | Miami, Estats Units         | Dura         | Elena Likhovtseva       | Nàdia Petrova Meghann Shaughnessy      | 2−6, 3−6         |
| Finalista  | 8.   | 24 de maig de 2004     | Roland Garros, França       | Terra batuda | Elena Likhovtseva       | Virginia Ruano Pascual Paola Suárez    | 0−6, 3−6         |
| Finalista  | 9.   | 14 de juny de 2004     | Eastbourne, Regne Unit      | Gespa        | Elena Likhovtseva       | Alicia Molik Magüi Serna               | 4−6, 4−6         |
| Finalista  | 10.  | 13 de setembre de 2004 | US Open (2)                 | Dura         | Elena Likhovtseva       | Virginia Ruano Pascual Paola Suárez    | 4−6, 5−7         |
| Finalista  | 11.  | 13 de setembre de 2004 | Bali (2)                    | Dura         | Arantxa Sánchez Vicario | Anastassia Mískina Ai Sugiyama         | 3−6, 5−7         |
| Guanyadora | 11.  | 17 de gener de 2005    | Open d'Austràlia            | Dura         | Alicia Molik            | Lindsay Davenport Corina Morariu       | 6−4, 6−4         |
| Finalista  | 12.  | 28 de febrer de 2005   | Dubai (2)                   | Dura         | Alicia Molik            | Virginia Ruano Pascual Paola Suárez    | 7−6, 2−6, 1−6    |
| Guanyadora | 12.  | 23 de març de 2005     | Miami                       | Dura         | Alicia Molik            | Lisa Raymond Rennae Stubbs             | 7−5, 6−7(5), 6−2 |
| Finalista  | 13.  | 20 de juny de 2005     | Wimbledon, Regne Unit       | Gespa        | Amélie Mauresmo         | Cara Black Liezel Huber                | 2−6, 1−6         |
| Finalista  | 14.  | 20 de febrer de 2006   | Dubai (3)                   | Dura         | Nàdia Petrova           | Květa Peschke Francesca Schiavone      | 6−3, 6−7(1), 3−6 |
| Guanyadora | 13.  | 19 de juny de 2006     | Eastbourne                  | Gespa        | Amélie Mauresmo         | Martina Navrátilová Liezel Huber       | 6−2, 6−4         |
| Finalista  | 15.  | 19 de febrer de 2007   | Dubai (4)                   | Dura         | Alicia Molik            | Cara Black Liezel Huber                | 6−7(6), 4−6      |
| Guanyadora | 14.  | 25 de març de 2009     | Miami (2)                   | Dura         | Amélie Mauresmo         | Květa Peschke Lisa Raymond             | 4−6, 6−3, [10−3] |
| Guanyadora | 15.  | 16 de gener de 2012    | Open d'Austràlia            | Dura         | Vera Zvonariova         | Sara Errani Roberta Vinci              | 5−7, 6−4, 6−3    |
| Guanyadora | 16.  | 14 d'octubre de 2013   | Moscou, Rússia              | Dura (i)     | Samantha Stosur         | Alla Kudryavtseva Anastassia Rodiónova | 6−1, 1−6, [10−8] |

### Equips: 4 (3−1)
| Resultat   | Núm. | Data                      | Torneig                             | Superfície   | Equip                                                | Oponents                                                                                   | Marcador |
| ---------- | ---- | ------------------------- | ----------------------------------- | ------------ | ---------------------------------------------------- | ------------------------------------------------------------------------------------------ | -------- |
| Guanyadora | 1.   | 27−28 de novembre de 2004 | Copa Federació, Moscou, Rússia      | Moqueta (i)  | Elena Likhovtseva Anastassia Mískina Vera Zvonariova | Marion Bartoli Nathalie Dechy Tatiana Golovin Emilie Loit                                  | 3−2      |
| Guanyadora | 2.   | 15−16 de setembre de 2007 | Copa Federació, Moscou (2)          | Dura (i)     | Anna Txakvetadze Nàdia Petrova Ielena Vesninà        | Flavia Pennetta Mara Santangelo Francesca Schiavone Roberta Vinci                          | 4−0      |
| Guanyadora | 3.   | 13−14 de setembre de 2008 | Copa Federació, Madrid, Espanya (3) | Terra batuda | Iekaterina Makàrova Ielena Vesninà Vera Zvonariova   | Núria Llagostera Vives Anabel Medina Garrigues Virginia Ruano Pascual Carla Suárez Navarro | 4−0      |
| Finalista  | 1.   | 5−6 de novembre de 2011   | Copa Federació, Moscou              | Dura (i)     | Maria Kirilenko A. Pavliutxénkova Ielena Vesninà     | Lucie Hradecká Petra Kvitová Květa Peschke Lucie Šafářová                                  | 2−3      |

## Trajectòria

### Individual
| Torneig | 2001        | 2002        | 2003        | 2004        | 2005        | 2006        | 2007        | 2008        | 2009        | 2010        | 2011        | 2012  | 2013        | 2014        | 2015        | 2016  | 2017        | 2018        | 2019        | 2020        | 2021 | Títols    | V – D     |
| --- | ----------- | ----------- | ----------- | ----------- | ----------- | ----------- | ----------- | ----------- | ----------- | ----------- | ----------- | ----- | ----------- | ----------- | ----------- | ----- | ----------- | ----------- | ----------- | ----------- | ---- | --------- | --------- |
| Open d'Austràlia | A           | 2R          | 1R          | 3R          | QF          | 4R          | 4R          | 3R          | QF          | 4R          | 3R          | 3R    | QF          | 1R          | 1R          | 2R    | 4R          | A           | A           | 2R          | 2R   | 0 / 18    | 37 – 18   |
| Roland Garros | A           | Q2          | 1R          | 4R          | 4R          | F           | QF          | SF          | G           | 3R          | QF          | 4R    | QF          | QF          | 2R          | 4R    | 4R          | 1R          | 1R          | 1R          | 1R   | 1 / 18    | 52 – 17   |
| Wimbledon | A           | Q2          | QF          | 1R          | QF          | 3R          | QF          | 4R          | 3R          | 2R          | 3R          | 1R    | A           | 1R          | 2R          | 4R    | QF          | 1R          | 1R          | NC          | 1R   | 0 / 17    | 30 – 17   |
| US Open | A           | 3R          | 3R          | G           | 1R          | 4R          | F           | 3R          | 4R          | 4R          | 4R          | A     | 3R          | 1R          | 1R          | 2R    | 2R          | 1R          | 1R          | A           |      | 1 / 17    | 35 – 16   |
| Jocs Olímpics | No celebrat | No celebrat | No celebrat | QF          | No celebrat | No celebrat | No celebrat | 1R          | No celebrat | No celebrat | No celebrat | A     | No celebrat | No celebrat | No celebrat | 3R    | No celebrat | No celebrat | No celebrat | No celebrat |      | 0 / 3     | 5 – 3     |
| WTA Tour Championships | A           | A           | A           | RR          | A           | RR          | RR          | RR          | RR          | A           | A           | A     | A           | A           | A           | SF    | A           | A           | A           | NC          |      | 0 / 6     | 5 – 14    |
| WTA Elite Trophy | No celebrat | No celebrat | No celebrat | No celebrat | No celebrat | No celebrat | No celebrat | No celebrat | A           | A           | A           | A     | A           | A           | RR          | A     | A           | A           | A           | NC          |      | 0 / 1     | 1 – 1     |
| Total Victòries−Derrotes | 2−2         | 22−9        | 22−16       | 59−23       | 29−17       | 60−20       | 55−20       | 44−21       | 43−16       | 26−17       | 34−21       | 16−13 | 29−18       | 27−17       | 28−19       | 45−22 | 32−17       | 11−13       | 14−13       | 7−7         |      | 605 – 321 | 605 – 321 |
| Rànquing a final d'any | 259         | 43          | 36          | 5           | 18          | 4           | 2           | 8           | 3           | 27          | 19          | 72    | 21          | 28          | 25          | 9     | 12          | 107         | 54          | 36          |      |           |           |
| Llegenda: G: Guanyadora; F: Finalista; SF: Semifinalista; QF: Quarts de final; Q: Qualificació; A: Absent; RR: Round Robin; NC: No celebrat |             |             |             |             |             |             |             |             |             |             |             |       |             |             |             |       |             |             |             |             |      |           |           |

### Dobles femenins
| Open d'Austràlia | A           | A           | 3R          | F  | G           | 3R          | 2R          | 2R  | 1R          | 3R          | A           | G  | 2R          | 2R          | 3R          | 3R | A  | A   | 2 / 13 | 31 – 11 |
| Roland Garros | A           | A           | 3R          | F  | 2R          | A           | A           | A   | A           | A           | 1R          | A  | 2R          | 1R          | A           | SF | 3R | 2R  | 0 / 9  | 16 – 9  |
| Wimbledon | A           | 1R          | QF          | QF | F           | 2R          | QF          | A   | 3R          | 2R          | A           | A  | A           | A           | A           | 1R | QF | A   | 0 / 10 | 21 – 10 |
| US Open | A           | 2R          | F           | F  | QF          | A           | A           | A   | A           | A           | A           | A  | 2R          | A           | 1R          | A  | A  | A   | 0 / 6  | 15 – 6  |
| Jocs Olímpics | No celebrat | No celebrat | No celebrat | 2R | No celebrat | No celebrat | No celebrat | QF  | No celebrat | No celebrat | No celebrat | A  | No celebrat | No celebrat | No celebrat | A  | NC | NC  | 0 / 2  | 3 – 2   |
| WTA Tour Championships | A           | A           | SF          | SF | A           | A           | A           | A   | A           | A           | A           | A  | A           | A           | A           | A  | A  | A   | 0 / 2  | 0 – 2   |
| Rànquing a final d'any | 217         | 45          | 7           | 8  | 8           | 37          | 41          | 142 | 53          | 107         | 89          | 38 | 54          | 116         | 166         | 56 | 61 | 298 |        |         |
| Llegenda: G: Guanyadora; F: Finalista; SF: Semifinalista; QF: Quarts de final; Q: Qualificació; A: Absent; RR: Round Robin; NC: No celebrat |             |             |             |    |             |             |             |     |             |             |             |    |             |             |             |    |    |     |        |         |

## Guardons
- ITF Junior World Champion (2001)
- WTA Most Impressive Newcomer (2002)
- Orde de Mèrit per la Patria (2009)